# エグモント・アーン・ゼーの眺め
『エグモント・アーン・ゼーの眺め』（エグモント・アーン・ゼーのながめ、典: Utsikt över Egmond aan Zee, 英: View of Egmond aan Zee）は、17世紀オランダ絵画黄金時代の画家ヤーコプ・ファン・ロイスダールがオーク板上に油彩で制作した風景画である。画面下部左側に「J.V.R.」という画家の署名が記されている。作品は現在、ストックホルム国立美術館に所蔵されている。

## 作品
この絵画は、1911年に研究者ホフステーデ・デ・フロートにより以下のように記述されている。
50番。エグモント・アーン・ゼーの眺め。村は中景にあり、その先には海がある。ずんぐりとした四角い塔のある教会が家々の上にそびえている。前景では、陽光に照らされた道が砂丘を通っている。陽光は、海と右側の帆船の上にも降り注いでいる。雲のある青空。47番作品の改変作。左側にモノグラムの署名あり。板、縦12インチ、横14インチ。L・ロウェンスタム (L. Lowenstam) とR・ノルステット (R. Norstedt) により銅版画化。スウェーデン女王ロヴィーサ・ウルリカ・アヴ・プロイセンのコレクションにあった時は、レンブラントに帰属されていた。次いで、スウェーデン王グスタフ3世のコレクション。1900年の目録で618番の作品としてストックホルム国立美術館の所蔵。
本作は、ロイスダールがオランダの村エグモント・アーン・ゼーを描いたほかの絵画に非常に類似している。これらの絵画は人気があったが、それはおそらく村の人々が海水の浸食により村が脅かされていると知って、家や職場をずっと内陸部に移していたからである。教会の聖歌隊席側はすでに廃墟と化し、教会の塔は船舶用のビーコンとして使用されていた。1570年の大きな洪水以来、嵐が海岸部分を浸食していたが、18世紀には画面に描かれている村は波の中に完全に消えることとなった。ゴーストタウンとして、村は早くも観光名所であった。現在の新しい町もすでに脅威にさらされており、海岸はさらに東に向かって浸食を受け続けている。

## ギャラリー

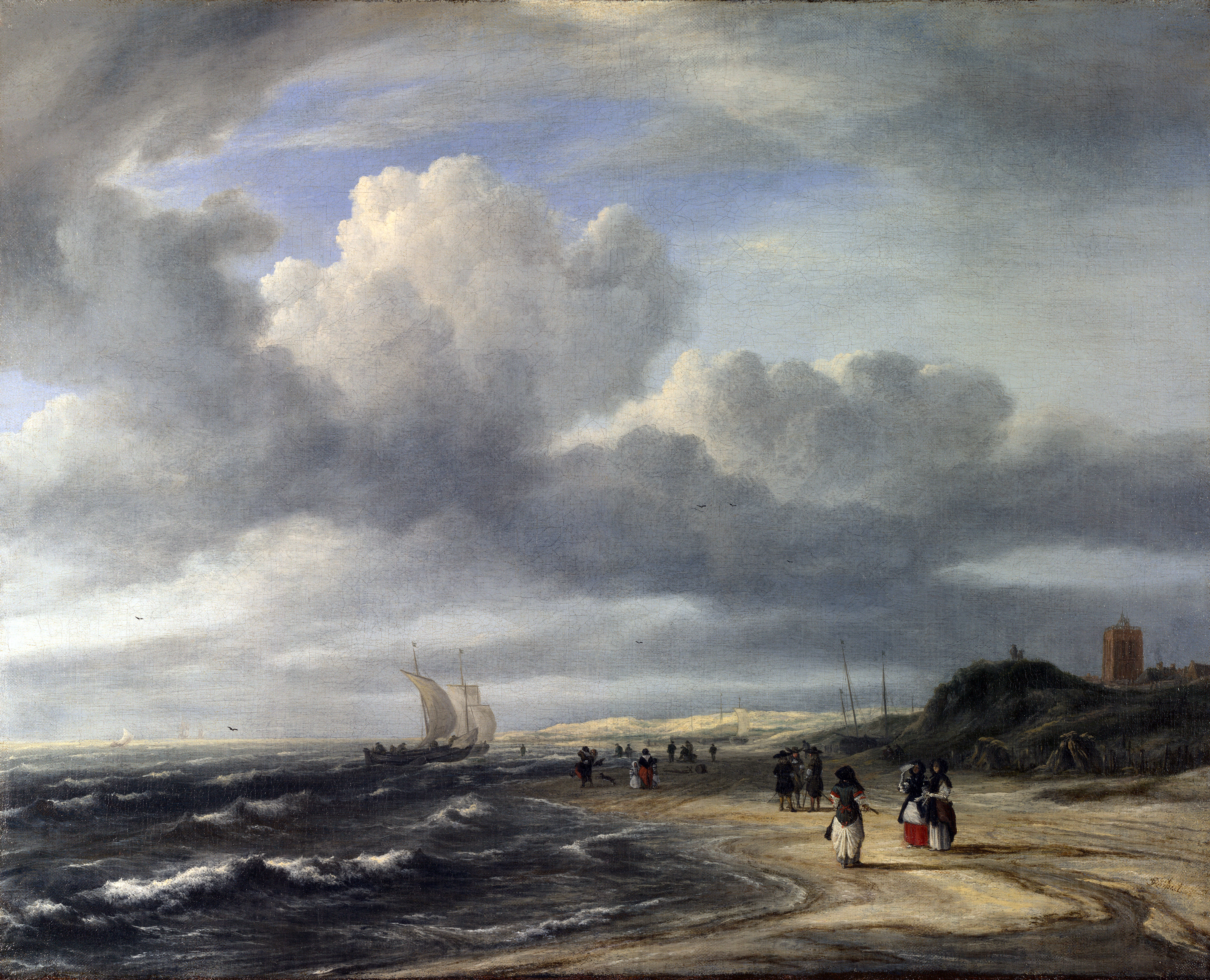
ナショナル・ギャラリー (ロンドン) の作品
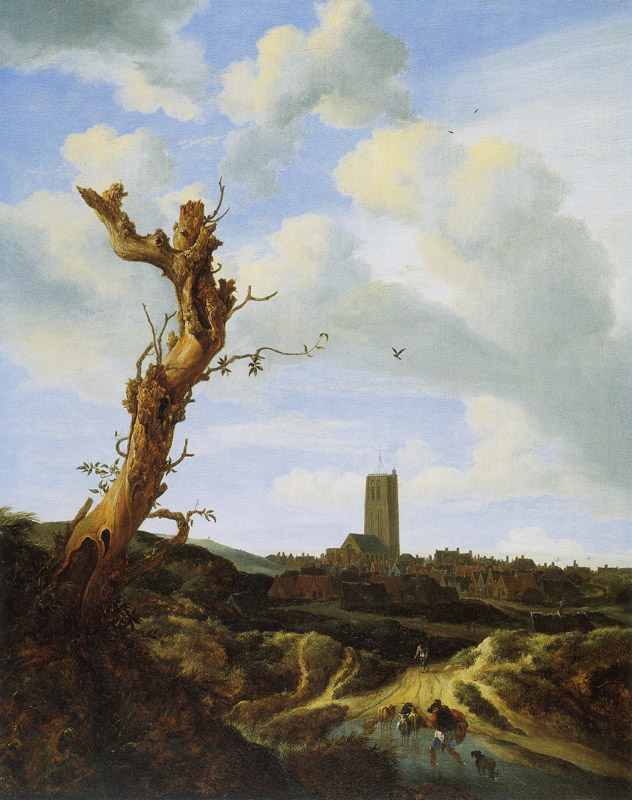
キュリア美術館（英語版）の作品
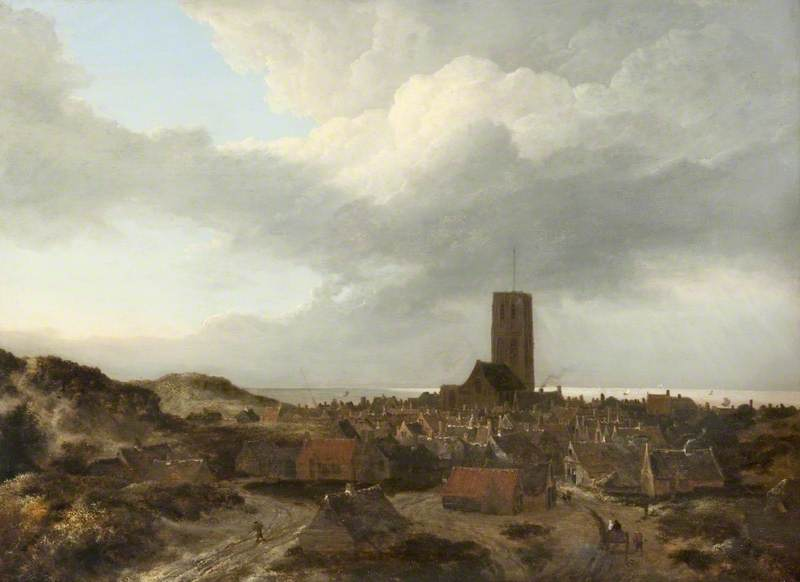
ケルビングローブ美術館・博物館の作品 (ホフステーデ・デ・フロートにより47番として言及された)